# 斛律金
斛律金（488年—567年8月2日），字阿六敦，太安郡狄那县（今山西省晋中市寿阳县）人，南北朝时期北魏、东魏和北齐的名將。

## 生平
斛律金“性敦直，善骑射，行兵用匈奴法，望塵知馬步多少，嗅地知軍度遠近。”元象元年（537年），西魏与东魏战於洛陽邙山，东魏不敌，高歡臨場大亂。斛律金用马鞭狠狠抽高欢的坐骑，使部隊得以迅速撤退。武定四年（546年）9月高欢率军为攻西魏的玉壁（今山西稷山）五十餘日，士卒戰死病死者七萬人，被迫退軍。斛律金在玉壁之戰大敗後，為安慰高歡唱出《敕勒歌》：“敕勒川，陰山下，天似穹廬，籠蓋四野。天蒼蒼，野茫茫，風吹草低見牛羊。”，高歡當時涕淚橫流，軍心始穩。隔年高欢临死时，叮嘱儿子高澄一定要信任斛律金。北齐建立后，斛律金被封为咸阳郡王，加封太师。柔然進攻北齊，斛律金親自領兵抵禦，取得勝利。天统三年闰六月辛巳（567年8月2日），斛律金去世，虚岁八十，北齐赠予假黄钺、使持节、都督朔定冀并瀛青齐沧幽肆晋汾十二州诸军事、相国、太尉公、录尚书、朔州刺史，第一领民酋长、咸阳王如故，赠钱百万，谥号忠武。
據聞斛律金只要看敵軍揚起的沙塵便能預知敵軍的數目。另外他在秋天回到洛陽朝見皇帝，直到春天再回到駐守的部落，所以人稱雁臣。

## 家庭

### 曾祖
- 斛律倍侯利，北魏大羽真、孟都忠壮王

### 祖父
- 斛律幡地斤，北魏殿中尚书

### 父亲
- 斛律那瑰，北魏光禄大夫、第一领民酋长

### 兄弟
- 斛律平，北齐特进、开府仪同三司、骠骑大将军、青州刺史、定阳郡公

### 子女
- 斛律光，北齐左丞相、咸阳王
- 斛律丰洛，北齐骠骑大将军、幽州道行台录尚书事、荆山郡王
- 斛律氏，嫁北齐仪同三司、雍郑义三州刺史、卫尉卿、兴乐县开国男叱列寔[5]

## 延伸阅读
[在维基数据编辑]
 《北齊書·卷17》，出自李百药《北齊書》
 《北史·卷054》，出自李延壽《北史》